# Marian Harkin
Marian Harkin este un om politic irlandez, membru al Parlamentului European în perioada 2004-2009 din partea Irlandei.
1. 1 2 3   https://www.oireachtas.ie/en/members/member/Marian-Harkin.D.2002-06-06 Lipsește sau este vid: |title= (ajutor)
2. ↑  Deputații în Parlamentul European